# Periódico de la Sociedad Médico-Quirúrgica
Periódico de la Sociedad Médico-Quirúrgica (abreviado Periód. Soc. Méd.-Quir. Cadiz) fue una revista con ilustraciones y descripciones botánicas que fue editada en España. Se publicaron 4 números en los años 1820-1824.